# 泉幸甫
泉 幸甫（いずみ こうすけ、1947年 9月4日- ）は、日本の建築家。博士（工学）。熊本県八代市生まれ。

## 略歴
- 1971年 - 日本大学生産工学部建築工学科卒業。
- 1973年 - 日本大学大学院修士課程修了後、同大学助手を経てアトリエR勤務。
- 1977年 - 泉幸甫建築研究所を設立。
- 1989年-1997年 - 家づくりの会代表。
- 1994年-2007年 - 日本大学非常勤講師。
- 2004年-2006年 - 東京都立大学 (1949-2011)非常勤講師。
- 2007年 - 千葉大学大学院博士課程修了 博士（工学）。
- 2008年 - 日本大学教授就任（生産工学部建築工学科）
- 2008年 ‐ 日本大学客員教授

## 受賞歴
- 1987年 - 「平塚の家」で、神奈川県建築コンクール優秀賞受賞
- 1999年 - 「Apartment 傳（でん）」東京建築賞最優秀賞受賞
- 2000年 - 日本仕上学会学会作品賞・材料設計の追求に対する10周年記念賞
- 2004年 - 「Apartment 鶉（じゅん）」で、日本建築学会賞作品選奨受賞
- 2009年 ‐ 「草加せんべいの庭」で、草加まちなみ景観賞受賞
- 2014年 -　校長を務める「家づくり学校」が日本建築学会教育賞を受賞

## 著書
- 住宅設計の考え方（彰国社）
- 建築家の心象風景1（風土舎）
- 建築家が作る理想のマンション（講談社）
- 住宅作家になるためのノート（共著　彰国社）
- 2011年｢日本の住宅をデザインする方法｣(共著x-knowledge)

## 代表作品
- 泰山館　1990年
- 泥大津の家 1996年
- Apartment傳（でん）1998年
- SUGAR 2001年
- 梟 2001年
- Apartment鶉（じゅん）2002年
- 南原山荘 2003年
- しだりおの家 2003年
- 庸 2005年
- Apartmentなかなか2006年
- 角屋　2008年
- 而邸　2008年
- Apartment惣
- 「螢遊苑」長府製作所記念館
- 工／手の家　2016年
- 八雲2017年
- Apartmenntふじ　2020年